# Томаш Калас
Томаш Калас (чеськ. Tomáš Kalas, нар. 15 травня 1993, Оломоуць) — чеський футболіст, захисник клубу «Шальке 04».
Виступав, зокрема, за клуби «Вітесс», «Челсі», «Фулгем» та «Бристоль Сіті», а також національну збірну Чехії.

## Клубна кар'єра
У дорослому футболі дебютував 2009 року виступами за команду клубу «Сігма (Оломоуць)», в якій провів один сезон, взявши участь в одному матчі чемпіонату. 
Згодом у 2010 перейшов у «Челсі»
З 2010 до 2018 виступав на правах оренди в клубах «Сігма (Оломоуць)», «Кельн», «Мідлсбро» і «Фулгем»
До складу клубу «Бристоль Сіті» приєднався 2018 року на правах оренди. Під час оренди відіграв за клуб з Бристоля 38 матчів в національному чемпіонаті.
2019 року «Бристоль Сіті» викупив гравця за рекордну для клубу суму.
26 серпня 2023 року підписав контракт на два роки з німецьким клубом «Шальке 04».

## Виступи за збірні
2009 року дебютував у складі юнацької збірної Чехії, взяв участь у 26 іграх на юнацькому рівні, відзначившись 2 забитими голами.
Протягом 2011–2015 років залучався до складу молодіжної збірної Чехії. На молодіжному рівні зіграв у 12 офіційних матчах.
2013 року дебютував в офіційних матчах у складі національної збірної Чехії.

## Статистика виступів

### Клубна
Станом на 5 травня 2019
| Клуб                     | Сезон             | Ліга              | Ліга | Ліга  | Кубок | Кубок | Кубок ліги | Кубок ліги | Єврокубки | Єврокубки | Інші змагання | Інші змагання | Усього | Усього |
| Клуб                     | Сезон             | Дивізіон          | Ігор | Голів | Ігор  | Голів | Ігор       | Голів      | Ігор      | Голів     | Ігор          | Голів         | Ігор   | Голів  |
| ------------------------ | ----------------- | ----------------- | ---- | ----- | ----- | ----- | ---------- | ---------- | --------- | --------- | ------------- | ------------- | ------ | ------ |
| «Сігма (Оломоуць)»       | 2009–10           | Синот-ліга        | 1    | 0     | 0     | 0     | 0          | 0          | —         | —         | —             | —             | 1      | 0      |
| «Сігма (Оломоуць)»       | 2010–11           | Синот-ліга        | 4    | 0     | 2     | 0     | 0          | 0          | —         | —         | —             | —             | 6      | 0      |
| «Сігма (Оломоуць)»       | Усього            | Усього            | 5    | 0     | 2     | 0     | 0          | 0          | —         | —         | —             | —             | 7      | 0      |
| «Вітесс» (оренда)        | 2011–12           | Ередивізі         | 32   | 1     | 4     | 0     | 0          | 0          | —         | —         | —             | —             | 36     | 1      |
| «Вітесс» (оренда)        | 2012–13           | Ередивізі         | 34   | 1     | 3     | 0     | 0          | 0          | 3         | 0         | —             | —             | 40     | 1      |
| «Вітесс» (оренда)        | Усього            | Усього            | 66   | 2     | 7     | 0     | 0          | 0          | 3         | 0         | —             | —             | 76     | 2      |
| «Челсі»                  | 2013–14           | Прем'єр-ліга      | 2    | 0     | 0     | 0     | 1          | 0          | 1         | 0         | —             | —             | 4      | 0      |
| «Кельн» (оренда)         | 2014–15           | Бундесліга        | 0    | 0     | 0     | 0     | —          | —          | —         | —         | —             | —             | 0      | 0      |
| «Мідлсбро» (оренда)      | 2014–15           | Чемпіоншип        | 17   | 0     | 0     | 0     | 0          | 0          | —         | —         | —             | —             | 17     | 0      |
| «Мідлсбро» (оренда)      | 2015–16           | Чемпіоншип        | 26   | 0     | 1     | 0     | 3          | 0          | —         | —         | —             | —             | 30     | 0      |
| «Мідлсбро» (оренда)      | Усього            | Усього            | 43   | 0     | 1     | 0     | 3          | 0          | —         | —         | —             | —             | 47     | 0      |
| «Фулгем» (оренда)        | 2016–17           | Чемпіоншип        | 36   | 1     | 2     | 0     | 0          | 0          | —         | —         | 2             | 0             | 40     | 1      |
| «Фулгем» (оренда)        | 2017–18           | Чемпіоншип        | 33   | 0     | 1     | 0     | 0          | 0          | —         | —         | 2             | 0             | 36     | 0      |
| «Фулгем» (оренда)        | Усього            | Усього            | 69   | 1     | 3     | 0     | 0          | 0          | —         | —         | 4             | 0             | 76     | 1      |
| «Бристоль Сіті» (оренда) | 2018–19           | Чемпіоншип        | 38   | 0     | 3     | 0     | 0          | 0          | —         | —         | —             | —             | 41     | 0      |
| Усього за кар'єру        | Усього за кар'єру | Усього за кар'єру | 223  | 3     | 16    | 0     | 4          | 0          | 4         | 0         | 4             | 0             | 251    | 3      |

1. ↑  Гра у Лізі Європи
2. ↑  Гра у Лізі чемпіонів

### Збірна
Станом на 18 листопада 2020
| Національна збірна | Рік               | Ігор | Голів |
| ------------------ | ----------------- | ---- | ----- |
| Чехія              | 2012              | 1    | 0     |
| Чехія              | 2015              | 2    | 0     |
| Чехія              | 2016              | 2    | 0     |
| Чехія              | 2017              | 6    | 0     |
| Чехія              | 2018              | 7    | 2     |
| Чехія              | 2019              | 1    | 0     |
| 2020               | 3                 | 0    |       |
| Усього за кар'єру  | Усього за кар'єру | 22   | 2     |